# Peresmetrik
Peresmetrik är inom matematisk fysik definierad av egentiden:
{\displaystyle {d\tau }^{2}=dt^{2}-2f(t+z,x,y)(dt+dz)^{2}-dx^{2}-dy^{2}-dz^{2}}
för någon godtycklig funktion f. Om f är en harmonisk funktion med avseende på x och y, satisfierar motsvarande Peresmetrik Einsteins fältekvationer i vakuum. En sådan metrik studeras ofta i samband med gravitationsvågor. Metriken är uppkallad efter fysikern Asher Peres, som först definierade metriken år 1959.